# Epidendrum minarum
Epidendrum minarum är en orkidéart som beskrevs av Frederico Carlos Hoehne och Schltr.. Epidendrum minarum ingår i släktet Epidendrum och familjen orkidéer. Inga underarter finns listade i Catalogue of Life.